# 浪史
《浪史》又名《浪史奇觀》、《巧姻緣》、《梅夢緣》，凡40回。是明代長篇豔情小説，署名“風月軒又玄子著”。
《浪史》作者之姓名不可考，約成書於明萬曆中後期。該小説描述了元朝至治年間﹐錢塘秀才梅素先的風流韻事，內容淫穢，文字粗疏。刘廷玑认为它“流毒无尽”。小說主人翁梅素先的父亲為當朝谏议大夫，因得罪御史鐵木兒，罷官歸里。不久夫妻雙亡，留下梅素先及繼女俊卿相依度日。梅素先生性風流，惯爱風月，人称浪子。某年清明節，浪子带男宠陆珠出游，偶遇王監生的娘子李文妃，其樣貌美若天仙。浪子一见文妃就神散魂飞，兩人暗地裡心生情愫。於是趁王监生外出之際，二人幽會偷情，狂歡整夜。又得知李文妃有義姐潘素秋，因丈夫早死，長年守寡。浪子又与邻家赵大娘、妙娘母女及文妃婢女先后成奸。男寵陆珠本与浪子繼妹俊卿的丫环红叶有染，又想染指俊卿。红叶刻意在俊卿枕边演说風情，說的俊卿春心蕩漾。俊卿等待浪子出門求愛，便與陆珠寻欢作乐。不久浪子體虛成病，在家休養。王監生回家後，與文妃日夜縱欲，文妃還用春藥激他，二個月後，王監生暴卒。浪子病好再与文妃幽会，又私通寡妇潘素秋。浪子又用巨款買通王家，将文妃娶回家中，终日和陆珠、文妃三人同床同歡。不久，潘素秋病亡，俊卿出嫁，红叶亦陪嫁而去。第三十回寫濠州司農鐵木朵魯為梅家世交，來信邀請梅素先前來濠州坐客。浪子離家後，文妃便终日與陆珠宣淫，不久，陸珠縱欲而死。浪子到了濠州，鐵木朵魯叫夫人安哥陪宴，不久二人私通，同時又與安哥的婢女櫻桃、文如相通。鐵木朵魯看在眼裡，毫不在意。原來鐵木朵魯早已打算辟穀入山，將全家與財產托付浪子。幾年後，浪子中進士，却不選官，在家中與妻妾共二十女，日夜宣淫。時人多稱他為地仙。結局是浪子有所感悟，散盡家產，開始修炼道术，自号“石湖山主”，最後全家皆成正果。
《浪史》和《繡榻野史》同為豔情小說，成書時間有重疊，又都用吳語創作。甚至二書裡頭男女偷情的情節更有驚人的雷同之處。不過《浪史》更肯定人的欲望，强调人的原始本能与感官享受。現存有嘯風軒本與日本抄本。